# Otorohanga District
Der Otorohanga District ist eine zur Region Waikato zählende Verwaltungseinheit in Neuseeland. Der Rate des Distrikts, Otorohanga District Council (Distriktrat) genannt, hat seinen Sitz in der Stadt Otorohanga, ebenso wie die Verwaltung des Distrikts.

## Geographie

### Geographische Lage
Der Otorohanga District ist der auf die Einwohnerzahl bezogen kleinste Distrikt in der Region Waikato und liegt mit 1999 km² reine Landfläche im Mittelfeld aller Distrikte der Region. Mit 9138 im Jahr 2013 gezählten Einwohnern kommt der Distrikt auf eine Bevölkerungsdichte von 4,6 Einwohner pro km².
An seiner Westseite hat der Distrikt über den Kawhia Harbour Zugang zur Tasmansee. Nördlich grenzt der Distrikt an den Waikato District und den Waipa District, östlich an den South Waikato District, südöstlich an den Taupō District und südlich an den Waitomo District.
Einzige nennenswerte Stadt des Distrikts ist Otorohanga mit rund 2500 Einwohnern.

### Klima
Die Sommer sind warm und zuweilen feucht, die Winter hingegen mild. Die bevorzugte Windrichtung ist West bis Südwest, die Niederschläge liegen zwischen 1400 und 1500 mm und die Sonnenscheindauer bei 1900 Stunden pro Jahr.

## Geschichte
Der Distrikt gehörte von 1860er an mit zum Kīngitanga-Gebiet, in dem zwischen den Jahren 1864 bis 1883 Europäern ohne Erlaubnis der Māori der Zugang verwehrt war. 1922 wurde das Gebiet verwaltungstechnisch zum Otorohanga County geformt und 1956 mit der nördlichen Hälfte des Kawhia County zusammengelegt. 1971 wurde dann das Otorohanga County und die Borough of Otorohanga zur County of Otorohanga vereint und 1979 in Otorohanga District mit einem District Council umbenannt.

## Bevölkerung

### Bevölkerungsentwicklung
Von den 9138 Einwohnern des Distrikts waren 2013 2346 Einwohner Māori-stämmig (22,7 %). Das durchschnittliche Einkommen in der Bevölkerung lag 2013 bei 29.100 NZ$ gegenüber 28.500 NZ$ im Landesdurchschnitt.

### Herkunft und Sprachen
Die Frage nach der Zugehörigkeit einer ethnischen Gruppe beantworteten in der Volkszählung 2013 79,3 % mit Europäer zu sein, 27,2 % gaben an Māori-Wurzeln zu haben, 2,2 % kamen von den Inseln des pazifischen Raums und 2,4 % stammten aus Asien (Mehrfachnennungen waren möglich). 10,4 % der Bevölkerung gab an in Übersee geboren zu sein und 6,7 % der Bevölkerung sprachen Māori, unter den Māori 22,9 %.

## Politik

### Verwaltung
Der Otorohanga District ist selbst noch einmal in sieben Wards eingeteilt. Jeder Ward wird von einem der gewählten Councillors (Ratsmitgliedern) vertreten, die zusammen mit dem Mayor (Bürgermeister) den District Council (Distriktsrat) bilden. Der Bürgermeister und die sieben Ratsmitglieder werden alle drei Jahre neu gewählt.

## Infrastruktur

### Verkehr
Verkehrstechnisch angebunden ist der Distrikt durch die beiden von Norden von Hamilton kommenden New Zealand State Highway 3 und 39, die beide den Distrikt nach hin Süden durchqueren. Quer in Richtung Küste und vom State Highway 39 abzweigend verläuft der State Highway 31.